# Dolby Surround

Dolby Surround (англ. surround — объёмный) — наиболее ранняя общедоступная версия формата Dolby Stereo, предназначенного для кодирования многоканального аналогового звука. Разработан компанией Dolby. На рынке появился в 1982 году вместе с появлением стерео- и HiFi-систем для домашнего использования.
Понятие Dolby Surround используется, чтобы отличить четырёхканальные стереосистемы кинотеатров от домашних двухканальных. Также термин применяется для обозначения формата, в котором произведена запись.
При производстве саундтрека в формате Dolby Stereo/Dolby Surround четырёхканальный звук: левый, центральный, правый и моно-сурраунд — подвергаются матричному перекодированию на две аудиодорожки. После этого запись осуществляется на носитель (видеокассету, лазерный диск) или передаётся через телевизионную сеть. Сигнал декодируется конечным устройством обратно в четырёхканальный звук. Без декодера сигнал воспроизводится как стандартный стереофонический или монофонический.
Поскольку технология Dolby Surround в отношении декодирования монофонического сурраунд-трека аналогична Dolby Stereo, саундтрек в формате Dolby Stereo почти без изменений преобразуется в стереофонический, что снижает стоимость перезаписи фильма в видеоформате. Многие декодеры L/R/S Dolby Surround имеют в своём составе модифицированный декодер Dolby B. В середине 1980-х годов формат Dolby Surround был переработан и в 1987 году переименован в Dolby Pro Logic.
Понятия Dolby Stereo, Dolby Surround и LtRt используются для обозначения звука, записанного с помощью матричного кодирования.
| Матрица Dolby Surround | Левый             | Правый            | Центр                                  | Surround                                 |
| ---------------------- | ----------------- | ----------------- | -------------------------------------- | ---------------------------------------- |
| Полный левый (Lt)      | {\displaystyle 1} | {\displaystyle 0} | {\displaystyle {\frac {\sqrt {2}}{2}}} | {\displaystyle j{\frac {\sqrt {2}}{2}}}  |
| Полный правый (Rt)     | {\displaystyle 0} | {\displaystyle 1} | {\displaystyle {\frac {\sqrt {2}}{2}}} | {\displaystyle -j{\frac {\sqrt {2}}{2}}} |

Примечание — j представляет сдвиг фазы 90° (π⁄2 радиан).